# Дзядковське-Фольварк
Дзядковське-Фольварк (пол. Dziadkowskie-Folwark) — село в Польщі, у гміні Гушлев Лосицького повіту Мазовецького воєводства.
Населення — 79 осіб (2011).
У 1975-1998 роках село належало до Білопідляського воєводства.

## Демографія
Демографічна структура станом на 31 березня 2011 року:
|          | Загалом | Допрацездатний вік | Працездатний вік | Постпрацездатний вік |
| -------- | ------- | ------------------ | ---------------- | -------------------- |
| Чоловіки | 41      | 12                 | 28               | 1                    |
| Жінки    | 38      | 3                  | 23               | 12                   |
| Разом    | 79      | 15                 | 51               | 13                   |